# Buddhistisches Nonnenkloster Shide

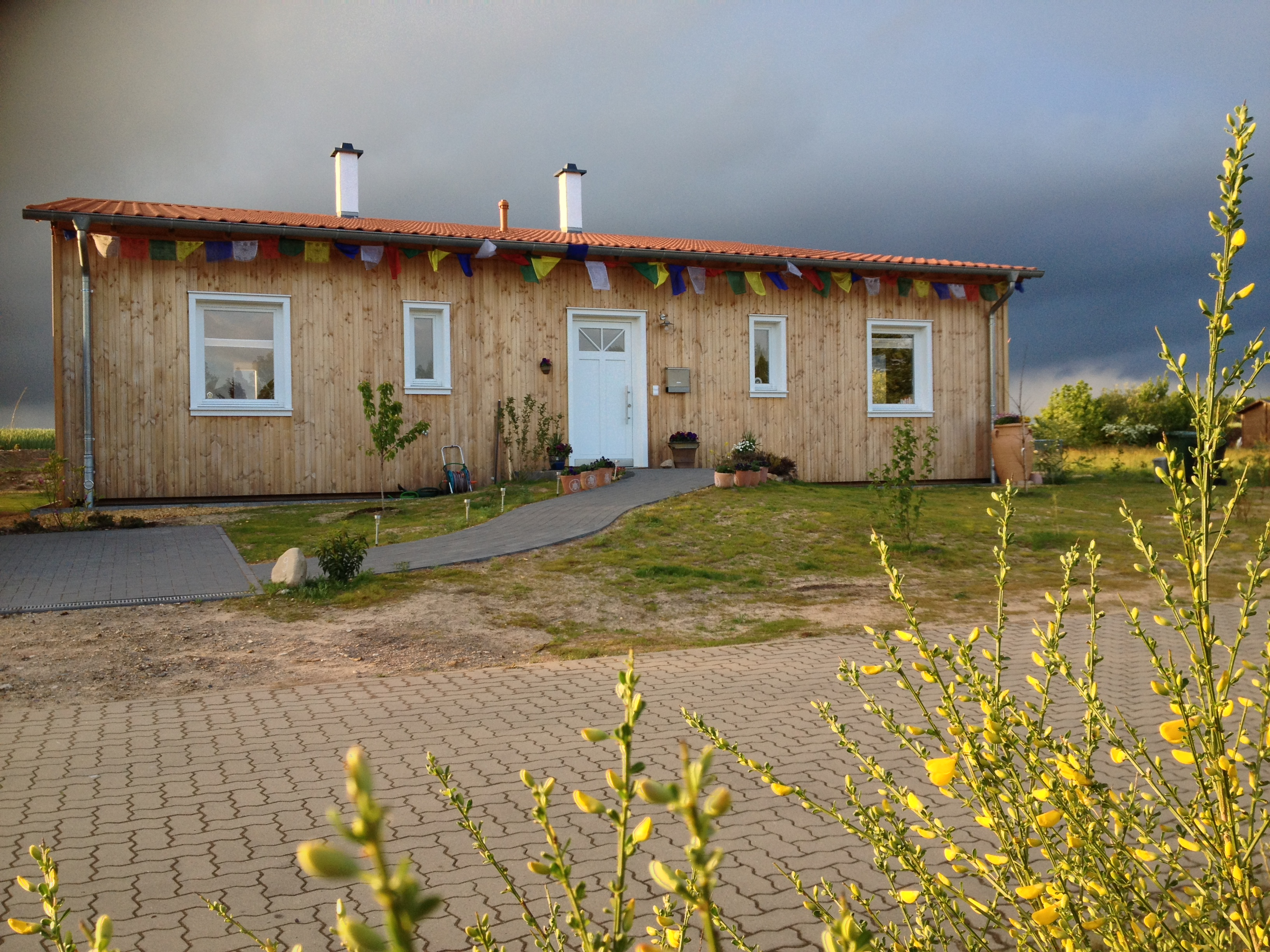
Erstes Wohnhaus des buddhistischen Nonnenklosters Shide (2016)

Das buddhistische Nonnenkloster Shide (tib.: zhi bde, „Frieden und Glück“) ist das erste Kloster für Nonnen in der tibetisch-buddhistischen Tradition in Deutschland. Es wurde im Herbst 2015 vom Verein „Buddhistisches Nonnenkloster Shide e.V.“ gegründet. Im Frühjahr 2016 wurde das erste Wohnhaus in Schneverdingen-Lünzen in der Lüneburger Heide bezogen. Geplant waren ein zweites Wohnhaus und ein separater Meditationsraum für die Bildung eines Ordens von fünf vollordinierten deutschsprachigen Nonnen.
Das Kloster Shide versteht sich als traditionsübergreifend, wobei es derzeit insbesondere der Gelug- und der Drigung-Kagyü-Schule nahesteht. Es verfolgt einen kontemplativen Ansatz, der Raum und Zeit für das Studium, die Meditation und Verinnerlichung der buddhistischen Lehre bietet. Die klösterliche Umgebung schafft den Rahmen, in dem die Ordinierten die wesentlichen Elemente des Ordenslebens (Ritual zur Reinigung und Wiederherstellung des Gelübdes, Sommerklausur und Abschluss der Sommerklausur) ausüben können. Die spirituellen Handlungen der Ordinierten sind auch nach außen gerichtet und umfassen u. a. Gebete für Kranke, Verstorbene und Menschen in Not, spirituelle Beratung, Anleitung in Meditation, Übersetzungen und das Befüllen von Statuen.